# Amboé
Amboé es un grupo folclórico argentino surgido en Goya, Corrientes, con un estilo innovador basado en música del litoral argentino como el chamamé.

## Biografía
Amboé nació en Goya (Corrientes, Argentina) en marzo de 1995. Con la unión de dos de sus integrantes Mariano Maciel (guitarra) y Rogelio Chiappe (voz y guitarra). En abril de ese año, para la Fiesta Nacional del Surubí (Goya), primera actuación importante de la banda, se incorporó Marcelo Acosta (bajo y voz). Finalmente en agosto, Amboé suma su cuarto integrante: César Ortíz (acordeón).
El nombre del grupo, Amboé o Ambo’e, es una palabra guaraní que significa “yo enseño”, y define adecuadamente la propuesta renovadora de estos músicos y cantantes.
En Corrientes, entre julio y agosto de 1996, se graba el primer CD de Amboé: "La Nueva Raíz". Este disco se grabó en el estudio de Pombero Romero y fue editado por el sello Abraham Helú.
En este trabajo discográfico ya se ve una propuesta diferente, donde el chamamé se luce sin acordeón y con teclado y batería. 
"La Nueva Raíz" se presenta en Goya en el mes de noviembre ante 2.000 personas.
En enero de 1997, Amboé viaja a Cosquín y se presenta con gran repercusión en diferentes peñas. Ahí el productor discográfico Coco Martos y los directivos de la compañía BMG se interesan en el trabajo del grupo. 
En febrero de ese año, Amboé firma contrato con BMG. En mayo se edita el CD “Canto Joven” (BMG), donde Amboé participa con el tema “Amboé”, autoría de sus cuatro integrantes. 
En Buenos Aires en el mes de junio se graba el segundo CD titulado "Sobredosis de Chamamé". Con la participación de músicos de renombre nacional e internacional como, Rubén Lobos (baterista de Mercedes Sosa) y Néstor Acuña (acordeonista de Jairo y Teresa Parodi). 
Con este disco la propuesta musical cambia y el sonido es menos regional y tradicional. Se mezcla el chamamé con otros estilos musicales y se incluyen temas del Brasil.
El 21 de septiembre de 1997, Amboé tiene su primera actuación nacional en el Estadio Mundialista Chateau Carrera de Córdoba ante 30.000 personas. 
En noviembre se realiza la gira nacional con BMG presentando el espectáculo "Canto Joven", que llena estadios en Salta, Santiago del Estero, Tucumán, Córdoba y Mendoza, con la participación de Cuti y Roberto Carabajal y Raly Barrionuevo, entre otros. 
El 6 de diciembre Amboé forma parte del espectáculo "La noche de los jóvenes" que se hace en el teatro Luna Park (Buenos Aires). En ese evento participan Los Nocheros y Soledad, entre otros y es visto por 15.000 personas. 
El 27 de diciembre de 1997, junto a reconocidos artistas nacionales e internacionales como Xuxa, Amboé toca en el Estadio José Amalfitani, en la Fiesta de Telefé ante 40.000 personas. 
"Sobredosis de Chamamé" fue Disco de Oro con 30.000 copias vendidas.
En enero de 1999, se grabó el tema "Río Manso" para el compilado "Exageradísimo en Folclore", del que participan artistas consagrados como Mercedes Sosa.
A mediados de ese año, Amboé empieza a trabajar en la preproducción de su tercer disco. Contando con una producción acorde a la repercusión actual de la banda. 
El disco se titula "Metele, metele" y se graba en Buenos Aires, entre julio y agosto de 1999. De este trabajo discográfico participan músicos de renombre nacional e internacional como el percusionista de Daniela Mercuri, Ramiro Musotto.
En el 2002, Amboé empezó a trabajar en la preproducción de su cuarto disco "Virus de pasión". Ahora sin la compañía BMG, la banda encara uno de los desafíos más importantes, buscando un camino independiente como directores musicales y productores.
En junio de 2003 se lanza "Virus de pasión", editado por el sello Marca. En agosto de ese año, se lo presenta en el Teatro Municipal de Goya, con cuatro noches de shows sala llena. 
En el 2004, mientras la presentación de "Virus de pasión" llena teatros, Amboé comienza a trabajar en su quinto disco. Durante gran parte del año se buscaron autores y temas que identifiquen a la banda. En esa búsqueda, Amboé compone con Teresa Parodi y Aldy Balestra y combina la producción artística con Mario y Kike Teruel. 
En enero de 2005, se lanza "Tirá la cadena", que ya es ovacionado en sus primeras presentaciones, en los principales festivales del país. 
En abril, festejando sus 10 años, Amboé tocó en su ciudad ante 15.000 personas. 
En septiembre de 2005, este disco se presentó en "El Condado" (Buenos Aires) con gran repercusión. Esa noche se recorrió la trayectoria de la banda y se grabó el primer DVD de chamamé. 
Entre julio y agosto de 2006, Amboé graba su sexto disco: “Emociones”, que incluye nuevas versiones de los temas éxitos de la banda como "Sobredosis de Chamamé", "Olor Jazmín", "Metele, metele" y otras canciones del repertorio clásico correntino que no habían sido grabadas antes por la banda.

## Intregantes
- Marcelo Mate Acosta: Voz
- Rogelio Negro Chiappe: Voz, Guitarra

## Premios
- A fines de 1995 Amboé gana el Pre –Festival del Chamamé en Corrientes como grupo vocal en la Sub Sede Pre Cosquín Paraná Entre Ríos.
- En diciembre obtiene el primer premio como mejor grupo chamamecero en el Festival del Chamamé en Santo Tomé, Corrientes.
- En noviembre de 1996 ganan en los rubros de "Grupo Vocal" y "Canción Inédita" en el Pre-Cosquín Sub-Sede Paraná.
- En enero de 1998 Amboé es elegido como el Artista Consagración en el Festival Nacional de Folclore de Cosquín 1998, premio compartido ese año con El Chaqueño Palavecino.

## Discografía
- La Nueva Raíz (1996)
- Canto Joven (1997)
- Sobredosis de Chamamé (1997)
- Metele, metele (1999)
- Exageradísimo en Folclore (2001)
- Virus de Pasión (2003)
- Tirá la Cadena (2004)
- Emociones (2006)
- Al Palo (2009)
- 20 Años, Un Camino (2015)
- 20 Años En Vivo (2016)